# Allocapnia vivipara
Allocapnia vivipara är en bäcksländeart som först beskrevs av Peter Walter Claassen 1924.  Allocapnia vivipara ingår i släktet Allocapnia och familjen småbäcksländor. Inga underarter finns listade i Catalogue of Life.